# ナンキダイ
ナンキダイは、日本の漫画家。

## 概要
2013年、宝塚大学東京メディア芸術学部卒業。
まじめ系クズの日常が第1回 World MANGA Contestで特別賞受賞。
2015年4月より、まじめ系クズの日常のリメイクが少年マガジンRで連載される。
キミガシネ -多数決デスゲーム-を製作。ニコニコ超会議2018に出展される。
キミガシネは2019年5月より漫画化され月刊少年エースで連載され、漫画版の原作・構成を手がける。
2019年9月4日、ゲームアツマールでルチアーノ同盟が配信されたことの特番に出演。
2020年2月、キミガシネの第1巻が発売。